# Pycnocryptodes crenulatus
Pycnocryptodes crenulatus är en stekelart som först beskrevs av Brauns 1896.  Pycnocryptodes crenulatus ingår i släktet Pycnocryptodes och familjen brokparasitsteklar. Inga underarter finns listade i Catalogue of Life.